# Antanas Valys
Antanas Valys (* 16. Mai 1952 in Kretinga) ist ein litauischer Politiker.

## Leben
1962 lernte er in  Bajorai. Nach dem Abitur 1969 an der Mittelschule Kretinga absolvierte er 1974 das Diplomstudium der Industrieplanung an der Vilniaus universitetas und von 1982 bis 1984 studierte an der Parteihochschule der KPdSU in Leningrad. 1994 bildete er sich weiter in Finnland und 1997 am Verwaltungsinstitut in Paris.
1974 arbeitete er in Mažeikiai und war danach Funktionär der  Lietuvos komunistų partija.
1992 war er Wirtschaftsdirektor bei UAB „IDA“, von 1998 bis 2001 Referent von Algirdas Brazauskas, von 2000 bis 2004 Mitglied im Seimas narys. 2004 war er kurzzeitig Mitglied des Europäischen Parlaments. Von 2006 bis 2008 und seit 2013 ist er stellvertretender Verteidigungsminister Litauens, Stellvertreter von Juozas Olekas im Kabinett Butkevičius.
Ab 1990 war er Mitglied der Lietuvos demokratinė darbo partija, ab 2001 der Lietuvos socialdemokratų partija.